# Murles
Murles [myʁ.lə] (en occitan Murlas ['myr.lo̞s]) est une commune française située dans le nord-est du département de l'Hérault en région Occitanie.
Exposée à un climat méditerranéen, elle est drainée par le Mosson, l'Arnède et par un autre cours d'eau. La commune possède un patrimoine naturel remarquable composé de deux zones naturelles d'intérêt écologique, faunistique et floristique.
Murles est une commune rurale qui compte 353 habitants en 2022, après avoir connu une forte hausse de la population depuis 1962.  Elle fait partie de l'aire d'attraction de Montpellier. Ses habitants sont appelés les Murlois ou  Murloises.

## Géographie

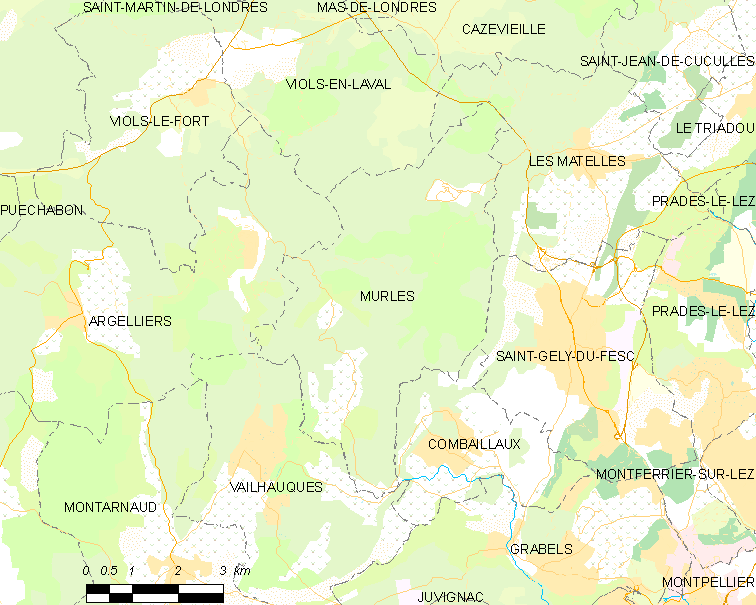
Carte de localisation.

Murles est située à une quinzaine de kilomètres au nord-ouest de Montpellier.
Installée le long d'une route pendue accédant au plateau du bois de Valène, l'activité locale est essentiellement viticole.

### Communes limitrophes
| Viols-en-Laval (7.17 / 10,51 km) Viols-le-Fort (6.86 / 9,15 km) Argelliers (5.93 / 12,88 km) | Saint-Martin-de-Londres (11.45 / 14,76 km) Mas-de-Londres (10.62 / 16,97 km) | Cazevieille (9.65 / 16,99 km) Les Matelles (6.92 / 15,52 km)                                     |
| Aniane (12.42 / 23,98 km)                                                                    | Murles                                                                       | Saint-Gély-du-Fesc (4.67 / 10,09 km)                                                             |
| La Boissière (8.67 / 13,80 km) Vailhauquès (3.02 / 4,35 km)                                  | Pignan (11.92 / 17,91 km) Murviel-lès-Montpellier (9.46 / 14,06 km)          | Combaillaux (3.12 / 7,04 km) Juvignac (9.79 / 16,49 km) Saint-Georges-d'Orques (9.21 / 14,02 km) |

### Climat
Pour des articles plus généraux, voir Climat de l'Occitanie et Climat de l'Hérault.
En 2010, le climat de la commune est de type climat méditerranéen franc, selon une étude s'appuyant sur une série de données couvrant la période 1971-2000. En 2020, Météo-France publie une typologie des climats de la France métropolitaine dans laquelle la commune est exposée à un climat méditerranéen et est dans la région climatique  Provence, Languedoc-Roussillon, caractérisée par une pluviométrie faible en été, un très bon ensoleillement (2 600 h/an), un été chaud (21,5 °C), un air très sec en été, sec en toutes saisons, des vents forts (fréquence de 40 à 50 % de vents > 5 m/s) et peu de brouillards.
Pour la période 1971-2000, la température annuelle moyenne est de 13,7 °C, avec une amplitude thermique annuelle de 16,1 °C. Le cumul annuel moyen de précipitations est de 891 mm, avec 6,4 jours de précipitations en janvier et 2,9 jours en juillet. Pour la période 1991-2020, la température moyenne annuelle observée sur la station météorologique la plus proche, située sur la commune de Prades-le-Lez à 10 km à vol d'oiseau, est de 14,6 °C et le cumul annuel moyen de précipitations est de 869,7 mm,. Pour l'avenir, les paramètres climatiques de la commune estimés pour 2050 selon différents scénarios d'émission de gaz à effet de serre sont consultables sur un site dédié publié par Météo-France en novembre 2022.

### Milieux naturels et biodiversité
L’inventaire des zones naturelles d'intérêt écologique, faunistique et floristique (ZNIEFF) a pour objectif de réaliser une couverture des zones les plus intéressantes sur le plan écologique, essentiellement dans la perspective d’améliorer la connaissance du patrimoine naturel national et de fournir aux différents décideurs un outil d’aide à la prise en compte de l’environnement dans l’aménagement du territoire.
Une ZNIEFF de type 1 est recensée sur la commune :
les « garrigues du puech Estrous » (230 ha), couvrant 3 communes du département et une ZNIEFF de type 2, : 
les « garrigues boisées du nord-ouest du Montpelliérais » (16 219 ha), couvrant 17 communes du département.

Carte des ZNIEFF de type 1 et 2 à Murles.
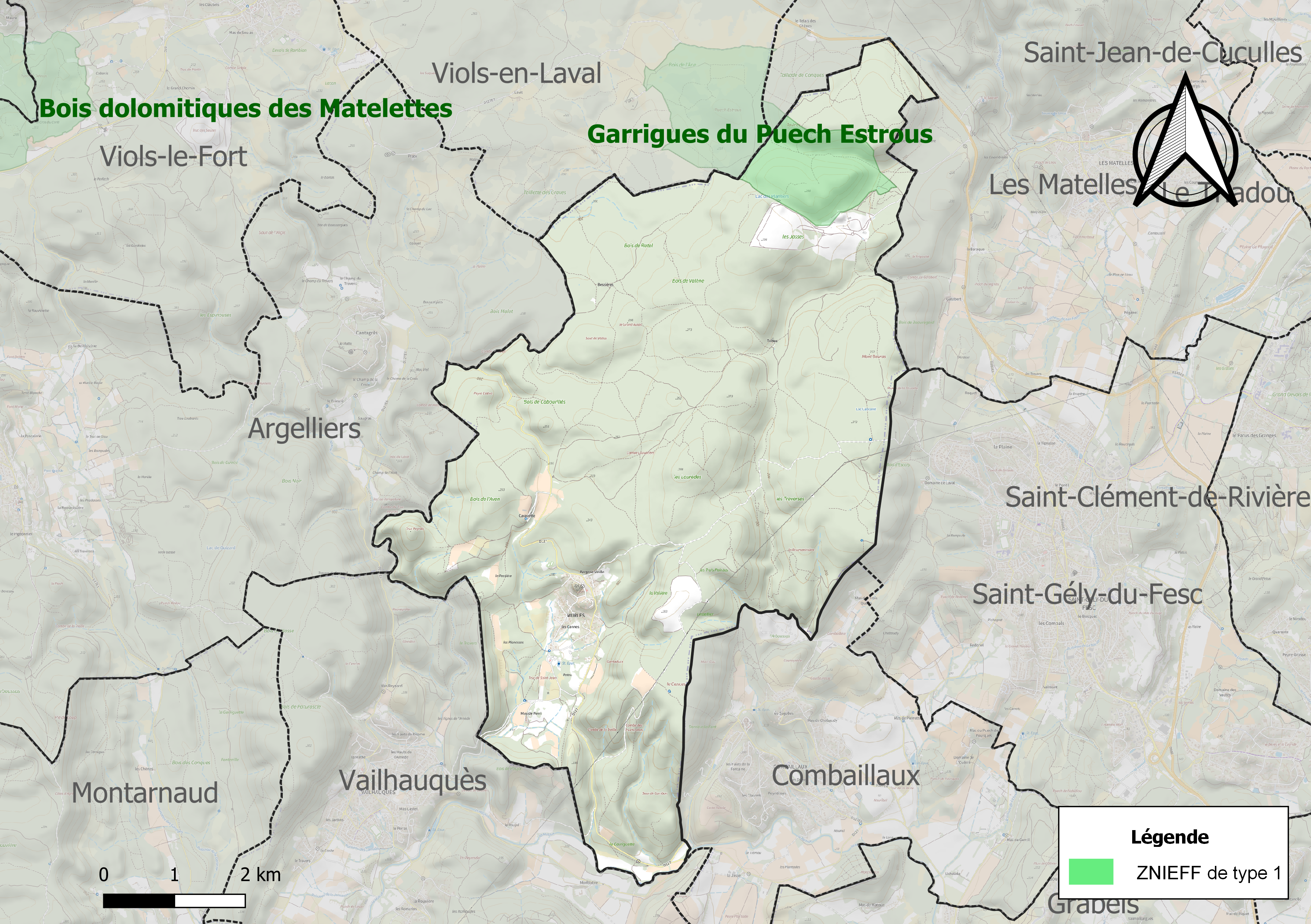
Carte de la ZNIEFF de type 1 sur la commune.
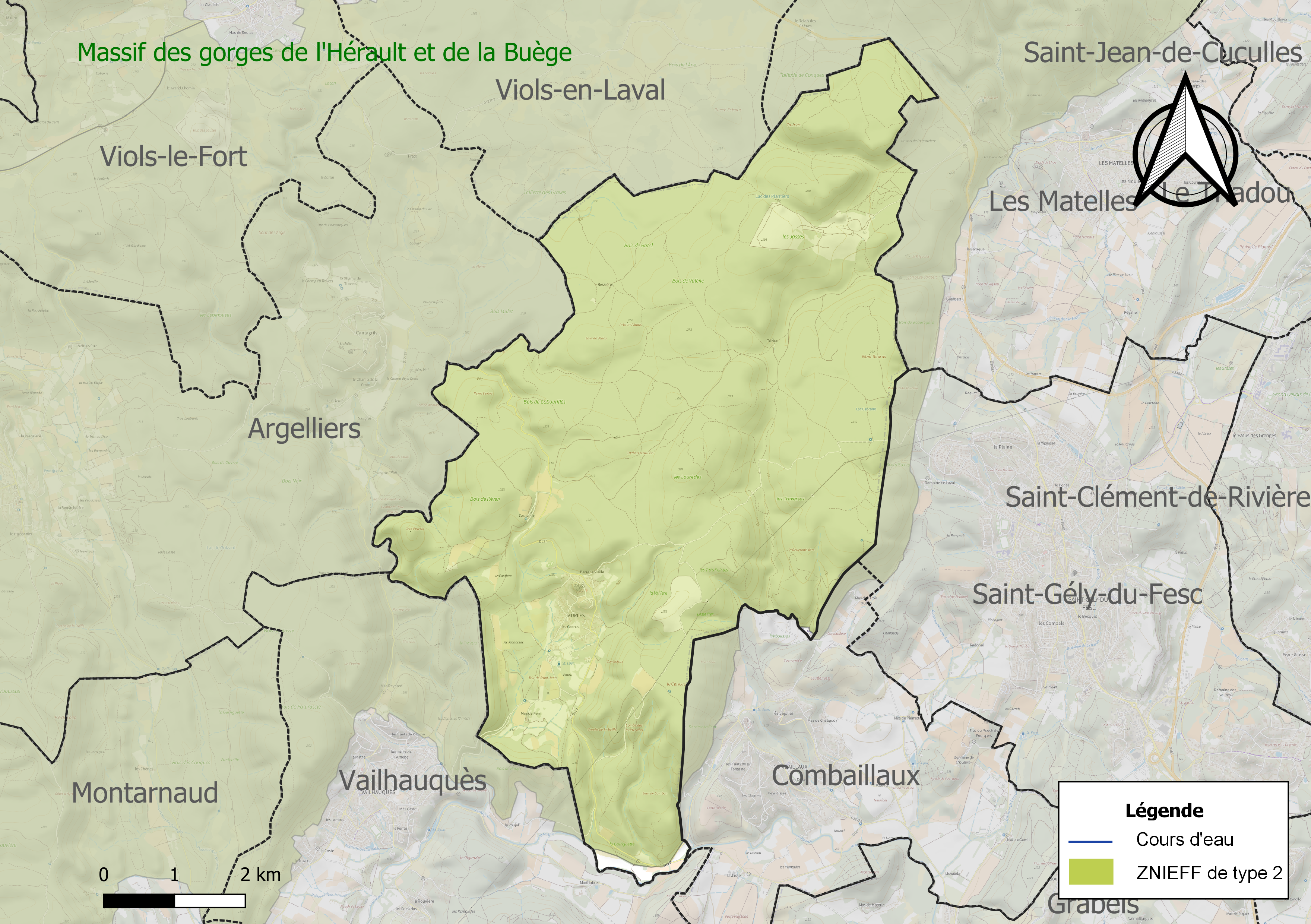
Carte de la ZNIEFF de type 2 sur la commune.

## Urbanisme

### Typologie
Au 1er janvier 2024, Murles est catégorisée commune rurale à habitat dispersé, selon la nouvelle grille communale de densité à sept niveaux définie par l'Insee en 2022.
Elle est située hors unité urbaine. Par ailleurs la commune fait partie de l'aire d'attraction de Montpellier, dont elle est une commune de la couronne,. Cette aire, qui regroupe 161 communes, est catégorisée dans les aires de 700 000 habitants ou plus (hors Paris),.

### Occupation des sols
L'occupation des sols de la commune, telle qu'elle ressort de la base de données européenne d’occupation biophysique des sols Corine Land Cover (CLC), est marquée par l'importance des forêts et milieux semi-naturels (90,4 % en 2018), en diminution par rapport à 1990 (92,3 %). La répartition détaillée en 2018 est la suivante : 
milieux à végétation arbustive et/ou herbacée (65,2 %), forêts (25,1 %), cultures permanentes (5,8 %), mines, décharges et chantiers (2,1 %), zones urbanisées (1,7 %). L'évolution de l’occupation des sols de la commune et de ses infrastructures peut être observée sur les différentes représentations cartographiques du territoire : la carte de Cassini (XVIIIe siècle), la carte d'état-major (1820-1866) et les cartes ou photos aériennes de l'IGN pour la période actuelle (1950 à aujourd'hui).

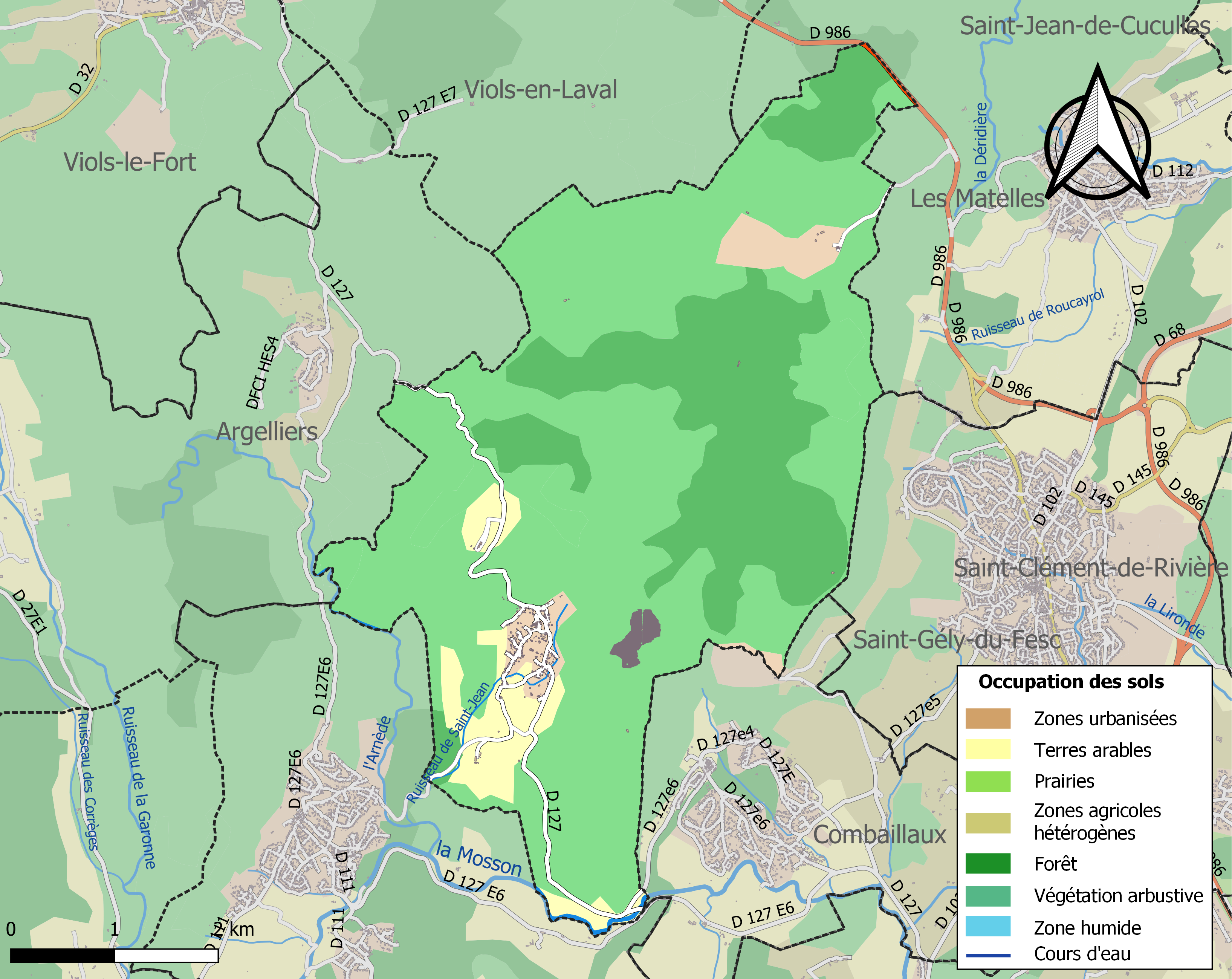
Carte des infrastructures et de l'occupation des sols de la commune en 2018 (CLC).

### Risques majeurs
Le territoire de la commune de Murles est vulnérable à différents aléas naturels : météorologiques (tempête, orage, neige, grand froid, canicule ou sécheresse), feux de forêts et séisme (sismicité faible). Un site publié par le BRGM permet d'évaluer simplement et rapidement les risques d'un bien localisé soit par son adresse soit par le numéro de sa parcelle.
Murles est exposée au risque de feu de forêt. Un plan départemental de protection des forêts contre les incendies (PDPFCI) a été approuvé en juin 2013 et court jusqu'en 2022, où il doit être renouvelé. Les mesures individuelles de prévention contre les incendies sont précisées par deux arrêtés préfectoraux et s’appliquent dans les zones exposées aux incendies de forêt et à moins de 200 mètres de celles-ci. L’arrêté du 25 avril 2002 réglemente l'emploi du feu en interdisant notamment d’apporter du feu, de fumer et de jeter des mégots de cigarette dans les espaces sensibles et sur les voies qui les traversent sous peine de sanctions. L'arrêté du 11 mars 2013 rend le débroussaillement obligatoire, incombant au propriétaire ou ayant droit,.

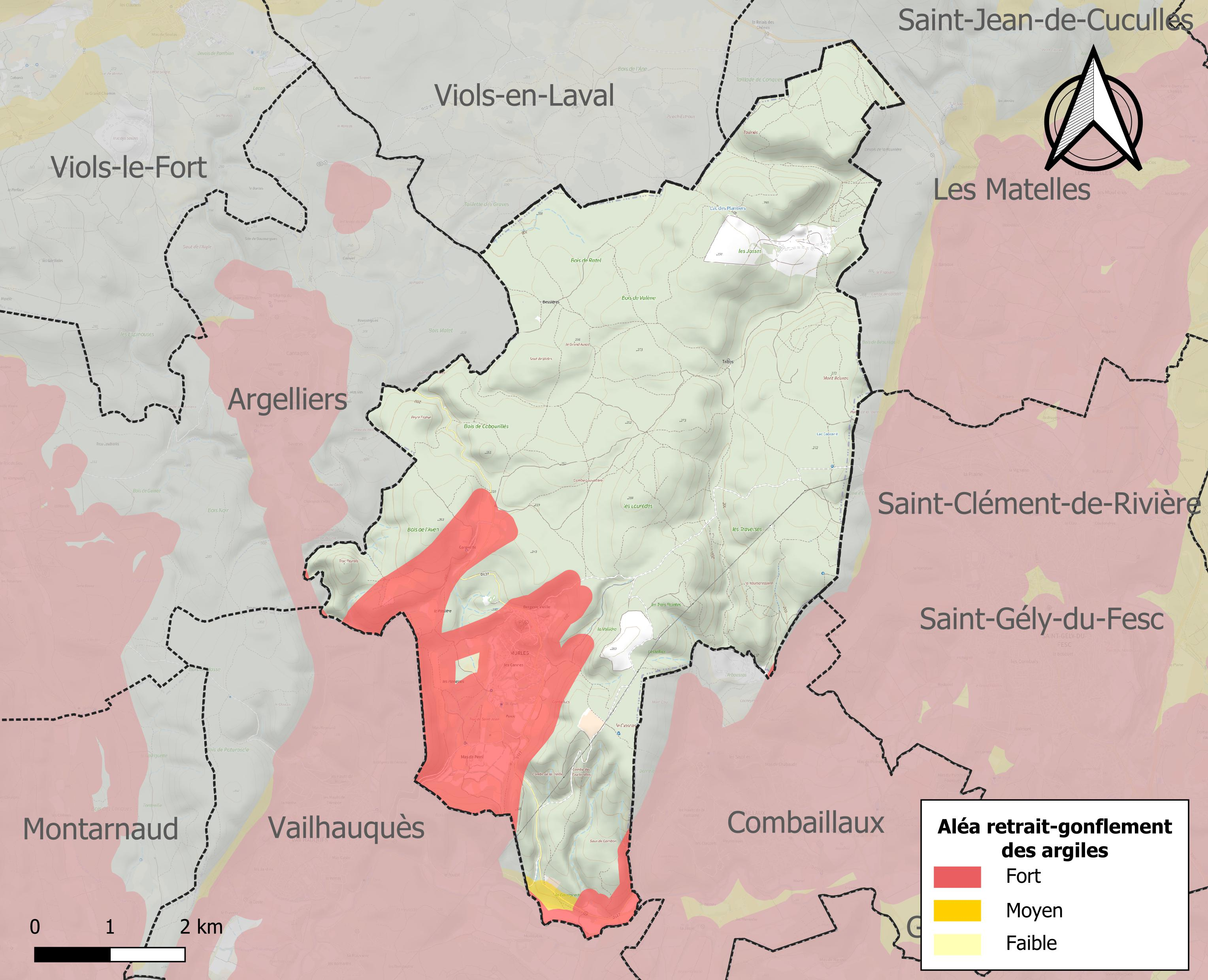
Carte des zones d'aléa retrait-gonflement des sols argileux de Murles.

Le retrait-gonflement des sols argileux est susceptible d'engendrer des dommages importants aux bâtiments en cas d’alternance de périodes de sécheresse et de pluie. 16,3 % de la superficie communale est en aléa moyen ou fort (59,3 % au niveau départemental et 48,5 % au niveau national). Sur les 131 bâtiments dénombrés sur la commune en 2019, 129 sont en aléa moyen ou fort, soit 98 %, à comparer aux 85 % au niveau départemental et 54 % au niveau national. Une cartographie de l'exposition du territoire national au retrait gonflement des sols argileux est disponible sur le site du BRGM,.
Par ailleurs, afin de mieux appréhender le risque d’affaissement de terrain, l'inventaire national des cavités souterraines permet de localiser celles situées sur la commune.
La commune a été reconnue en état de catastrophe naturelle au titre des dommages causés par les inondations et coulées de boue survenues en 1982, 1984, 1994, 2003, 2005 et 2014. 

## Politique et administration
| Période                                  | Période   | Identité                      | Étiquette | Qualité                     |
| ---------------------------------------- | --------- | ----------------------------- | --------- | --------------------------- |
| 1790                                     | 1800      | Pierre (père) Nicot           |           |                             |
| 1800                                     | 1840      | Pierre (fils) Nicot           |           |                             |
| 1840                                     | 1846      | Claude Toussaint Martinier    |           |                             |
| 1846                                     | 1848      | Pierre Gounel                 |           |                             |
| 1848                                     | 1870      | Claude Toussaint Martinier    |           |                             |
| 1870                                     | 1887      | François Xavier Martinier     |           |                             |
| 1887                                     | 1896      | Hippolyte Gounel              |           |                             |
| 1896                                     | 1908      | François Xavier Martinier     |           |                             |
| 1908                                     | 1931      | Alfred Fargues                |           |                             |
| 1931                                     | 1945      | Jean Teillard                 |           |                             |
| 1945                                     | 1965      | Georges Hilaire (père) Gounel |           |                             |
| 1965                                     | 2003      | Georges (fils) Gounel         |           | exploitant agricole         |
| 2003                                     | mars 2014 | Alain Guilbot                 |           |                             |
| mars 2014                                | juin 2020 | Clothilde Ollier              | SE-EELV   | Salariée du secteur médical |
| juin 2020                                | En cours  | Éric Riguet                   | PS        |                             |
| Les données manquantes sont à compléter. |           |                               |           |                             |

## Démographie
L'évolution du nombre d'habitants est connue à travers les recensements de la population effectués dans la commune depuis 1793. Pour les communes de moins de 10 000 habitants, une enquête de recensement portant sur toute la population est réalisée tous les cinq ans, les populations de référence des années intermédiaires étant quant à elles estimées par interpolation ou extrapolation. Pour la commune, le premier recensement exhaustif entrant dans le cadre du nouveau dispositif a été réalisé en 2008.

En 2022, la commune comptait 353 habitants, en évolution de +16,89 % par rapport à 2016 (Hérault : +7,49 %, France hors Mayotte : +2,11 %).
| 1793 | 1800 | 1806 | 1821 | 1831 | 1836 | 1841 | 1846 | 1851 |
| ---- | ---- | ---- | ---- | ---- | ---- | ---- | ---- | ---- |
| 56   | 69   | 84   | 58   | 61   | 69   | 72   | 75   | 79   |

| 1856 | 1861 | 1866 | 1872 | 1876 | 1881 | 1886 | 1891 | 1896 |
| ---- | ---- | ---- | ---- | ---- | ---- | ---- | ---- | ---- |
| 63   | 64   | 74   | 72   | 67   | 67   | 60   | 73   | 54   |

| 1901 | 1906 | 1911 | 1921 | 1926 | 1931 | 1936 | 1946 | 1954 |
| ---- | ---- | ---- | ---- | ---- | ---- | ---- | ---- | ---- |
| 74   | 72   | 75   | 59   | 77   | 93   | 76   | 50   | 51   |

| 1962 | 1968 | 1975 | 1982 | 1990 | 1999 | 2006 | 2008 | 2013 |
| ---- | ---- | ---- | ---- | ---- | ---- | ---- | ---- | ---- |
| 40   | 47   | 67   | 126  | 200  | 233  | 271  | 282  | 290  |

| 2018 | 2022 | - | - | - | - | - | - | - |
| ---- | ---- | - | - | - | - | - | - | - |
| 315  | 353  | - | - | - | - | - | - | - |

## Économie

### Revenus
En 2018, la commune compte 123 ménages fiscaux, regroupant 310 personnes. La médiane du revenu disponible par unité de consommation est de 24 990 € (20 330 € dans le département).

### Emploi
|                | 2008   | 2013   | 2018  |
| -------------- | ------ | ------ | ----- |
| Commune        | 4,7 %  | 4,9 %  | 7,7 % |
| Département    | 10,1 % | 11,9 % | 12 %  |
| France entière | 8,3 %  | 10 %   | 10 %  |

En 2018, la population âgée de 15 à 64 ans s'élève à 183 personnes, parmi lesquelles on compte 75,4 % d'actifs (67,8 % ayant un emploi et 7,7 % de chômeurs) et 24,6 % d'inactifs,. Depuis 2008, le taux de chômage communal (au sens du recensement) des 15-64 ans est inférieur à celui de la France et du département.
La commune fait partie de la couronne de l'aire d'attraction de Montpellier, du fait qu'au moins 15 % des actifs travaillent dans le pôle,. Elle compte 36 emplois en 2018, contre 27 en 2013 et 35 en 2008. Le nombre d'actifs ayant un emploi résidant dans la commune est de 125, soit un indicateur de concentration d'emploi de 28,8 % et un taux d'activité parmi les 15 ans ou plus de 54,3 %.
Sur ces 125 actifs de 15 ans ou plus ayant un emploi, 21 travaillent dans la commune, soit 17 % des habitants. Pour se rendre au travail, 86,4 % des habitants utilisent un véhicule personnel ou de fonction à quatre roues, 2,4 % les transports en commun, 7,2 % s'y rendent en deux-roues, à vélo ou à pied et 4 % n'ont pas besoin de transport (travail au domicile).

### Activités hors agriculture
20 établissements sont implantés  à Murles au 31 décembre 2019.
Le secteur des activités spécialisées, scientifiques et techniques et des activités de services administratifs et de soutien est prépondérant sur la commune puisqu'il représente 30 % du nombre total d'établissements de la commune (6 sur les 20 entreprises implantées  à Murles), contre 17,1 % au niveau départemental.

### Agriculture
|               | 1988 | 2000 | 2010 | 2020 |
| ------------- | ---- | ---- | ---- | ---- |
| Exploitations | 9    | 6    | 4    | 1    |
| SAU (ha)      | 534  | 67   | 46   | 4    |

La commune est dans les Garrigues, une petite région agricole occupant une partie du centre et du nord-est du département de l'Hérault. En 2020, l'orientation technico-économique de l'agriculture  sur la commune est la viticulture. Une seule  exploitation agricole ayant son siège dans la commune est recensée lors du recensement agricole de 2020 (neuf en 1988). La superficie agricole utilisée est de 4 ha,,.

## Culture locale et patrimoine

### Lieux et monuments

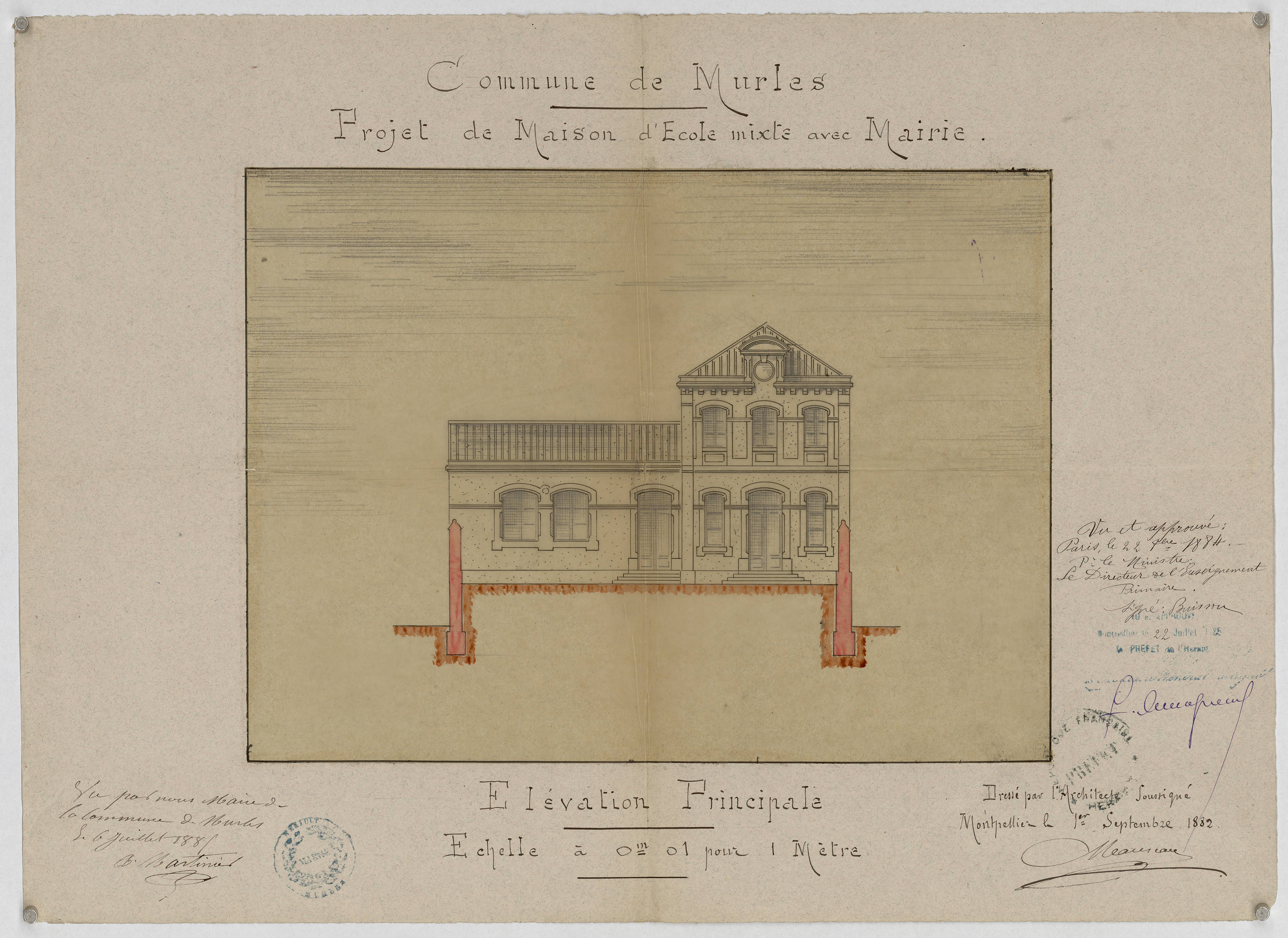
Projet de construction d'une maison d'école mixte avec mairie : élévation principale (1882).

- Les ruines du château des Montlaur (XIe et XIIe siècles) attirent un peu de tourisme. Comme de nombreux villages de la garrigue du nord de Montpellier, Murles a connu une installation de nouveaux habitants périurbains qui travaillent souvent dans Montpellier et son agglomération.
- Église de la Nativité-de-Saint-Jean-Baptiste de Murles. L'édifice a été inscrit au titre des monuments historiques en 2016[26].

Autres curiosités
- le mas de Caravettes était la première propriété des barons de Caravètes dont la cérémonie annuelle d'intronisation a lieu à Murles en octobre ;
- Jusqu'en 2004, Murles était un des rares villages dont les rues ne portaient pas de nom. Les habitants ont accepté de renoncer à cette exception sous la pression des administrations et entreprises publiques dont le courrier se perdait ou dont les logiciels ne supportent pas de clients sans rue dans son adresse.

### Personnalités liées à la commune
- Michel Cordes : acteur ayant habité le village. Célèbre barman de la série Plus belle la vie, sur France 3.

### Héraldique
| Armes de Murles | Les armes de Murles se blasonnent ainsi : « tranché, au premier d'azur à un lion d'argent tenant entre ses pattes antérieures une tour d'or, au deuxième de gueules à un griffon aussi d'or issant d'une palme du même posée en fasce, accompagné en pointe d'un huchet d'argent lié de sable ». |